# Dragonhammer
Dragonhammer est un groupe de power metal italien. Il est formé en 1999 par Max Aguzzi (chant et guitare), Gae Amodio (basse) et Marino Deyana (batterie).

## Biographie
À la suite des avis positifs reçus par leur démo Age of Glory, publiée en 2000, le groupe signe au label Legend Music/Elevate Records. Leur premier album studio, intitulé The Blood of the Dragon, est publié en 2001, chez Elevate Records et reçoit un accueil enthousiaste. Le groupe se compose alors de Max Aguzzi, Gae Amodio, Milko Morelli (batterie) et Alex Valdambrini (claviers). 
Le groupe signe ensuite chez Scarlet Records et sort son deuxième album, Time for Expiation, en 2004,. Raf Condemi remplace Milko Morelli à la batterie. Dragonhammer se produit durant plusieurs années dans de nombreuses salles en compagnie de groupes de metal plus connus, tels que Jørn Lande, Primal Fear, Elvenking, Trick or Treat et Freedom Call.
En juin 2013, ils annoncent des invités pour la participation de leur prochain album, qui est annoncé le 21 octobre de la même année chez My Kingdom Music. La première apparition est celle de Francesco Fareri (Jeff Loomis, Vitalij Kuprij, Virtual Mind), en solo sur la chanson My Destiny. La deuxième, le chanteur Roberto Tiranti (des groupes Labyrinth et A Perfect Day) en duo avec Max Aguzzi sur la chanson The End of the World.
En décembre 2013 sort le troisième album du groupe, The X Experiment, chez My Kingdom Music. Giulio Cattivera rejoint le groupe en tant que claviériste, Giuseppe De Paolo participe comme guitariste et Andrea Gianangeli intègre Dragonhammer comme batteur. 
En 2015, les deux premiers albums du groupe sont réédités chez My Kingdom Music. En octobre 2016, le groupe est annoncé le 0 octobre à l'événement Musika! à Rome.

## Membres

### Membres actuels
- Gae Amodio - basse, chœurs (depuis 1999)
- Max Aguzzi - chant, guitare (depuis 1999)
- Giulio Cattivera - claviers (depuis 2001)
- Andrea Gianangeli - batterie (depuis 2014)

### Anciens membres
- Marino Deyana - batterie (1999-?)
- Milko Morelli - batterie
- Alex Valdambrini - claviers
- Raf Condemi - batterie
- Giuseppe De Paolo - guitare
- Francesco Fareri - guitare
- Simone Cardini - claviers (2008-2009)
- Massimiliano Santori - batterie (2011-2013)
- Marco Capuccini - guitare (2011-2013)

## Discographie
- 2000 : Age of Glory (démo)
- 2001 : The Blood of the Dragon
- 2004 : Time for Expiation
- 2013 : The X Experiment
- 2017 : Obscurity
- 2022 : Second Life